# Mieke Damsma
M.F.V. (Mieke) Damsma (Nijmegen, 27 juli 1964) is een Nederlandse D66-politica en bestuurster.

## Biografie
Damsma groeide op in Uden en studeerde huishoud- gezondheidskunde aan de lerarenopleiding van Hogeschool Nijmegen en was voor haar wethouderschap werkzaam in de zorg en het onderwijs, waarvan laatstelijk als decaan en als zelfstandig mediator. Van 2006 tot 2010 was zij gemeenteraadslid - en vanaf 2008 fractievoorzitter van D66 - van Maastricht en van 2010 tot 2017 was zij er wethouder. 
Van 14 december 2017 tot 15 november 2021 was Damsma burgemeester van Midden-Drenthe als opvolger van waarnemend burgemeester Ton Baas. Op 1 december 2021 werd zij in Midden-Drenthe opgevolgd door waarnemend burgemeester Cees Bijl. Van 2019 tot 2021 was zij voorzitter van de Bestuurdersvereniging van D66.
Met ingang van 1 januari 2022 werd Damsma regiovoorzitter Noord van de Nederlandse Volleybalbond. Verder is zij sinds september 2020 voorzitter van de commissie regionaal overleg van vliegveld Eelde en sinds 1 februari 2020 voorzitter van de commissie regionaal overleg van vliegveld Hoogeveen. Daarnaast is zij voorzitter van de raad van advies van stichting Hartveilig Drenthe (voor een dekkend reanimatienetwerk in Drenthe).
Sinds 1 maart 2023 is Damsma directeur van hospice Het Alteveer in Assen. Sinds 10 mei 2023 is zij voorzitter van de Landelijke Vereniging voor Kleine Kernen (LVKK).